# クリスタリン・コホモロジー
数学において、クリスタリンコホモロジーとは、体k上のスキームXのヴェイユコホモロジー理論である。その値H 'N（X' / W）はK上Wittベクトルの環W上加群。Alexander Grothendieck (1966, 1968)により導入され、Pierre Berthelot が発展させた。
クリスタリンコホモロジーは、ヴェイユ予想のDwork (1960)によるp進的証明に部分的に触発されており、グロタンディーク（1963）によって導入されたドラームコホモロジーの代数的バージョンと密接に関連する。大まかに言えば、代数多様体Xのクリスタリンコホモロジーは、ド・ラームコホモロジーがクリスタリンコホモロジーである標数PでのXは、標数0〜Xの滑らかなリフトのド・ラームコホモロジーである。
クリスタリンコホモロジーの考え方は、大まかに言って、スキームのザリスキー開集合を、分割されたベキ構造を持つザリスキー開集合の微小な被覆に置き換えることです。これは、標数pから標数0へのスキームの局所的なリフティングを取り、代数的ド・ラームコホモロジーを使用することによって計算できる。
クリスタリンコホモロジーは、滑らかで固有なスキームに対してのみうまく機能する。リジッドコホモロジーはそれをより一般的なスキームに拡張する。